# 12665 Chriscarson
12665 Chriscarson è un asteroide della fascia principale. Scoperto nel 1978, presenta un'orbita caratterizzata da un semiasse maggiore pari a 2,3386284 au e da un'eccentricità di 0,2198630, inclinata di 0,76436° rispetto all'eclittica.